# Президент Республіки Крим
Президент Республіки Крим — найвища політична посада Автономної Республіки Крим у 1994—1995 роках.

## Історія
13 жовтня 1993 року Верховна Рада Криму утворила нову посаду, яка офіційно отримала назву «Президент Республіки Крим». У зв'язку з цим рішенням, на січень 1994 року були призначені президентські вибори, на яких президентом був обраний Юрій Мєшков.
Проте вже 17 березня 1995 року, згідно з Законом України Про скасування Конституції і деяких законів Автономної Республіки Крим посада була скасована. Офіційною причиною цього стала необхідність «приведення Конституції і законів Автономної Республіки Крим у відповідність з Конституцією і законами України і з метою забезпечення верховенства Конституції і законів України на всій її території та захисту державного суверенітету України»
2 липня 2011 року Мєшков повернувся до Криму після 16 років вигнання в Москві. Після чого чинний прем'єр-міністр Автономії Василь Джарти заявив, що проти екс-президента Криму буде порушено кримінальну справу.